# Dmitry Mazepin
Dmitry Arkadyevich Mazepin (en ruso, Дмитрий Аркадьевич Мазепин; Minsk, 19 de abril de 1968) es un empresario bielorruso-ruso, principal propietario y presidente de la compañía United Chemical Company Uralchem. En el marco de la invasión rusa a Ucrania, Mazepin se encuentra sujeto a sanciones por parte de la Unión Europea y el Reino Unido.

## Biografía
Dmitry Mazepin nació el 19 de abril de 1968 en la ciudad de Minsk. Ingresó en 1985, de la Academia Militar Suvorov en Minsk. Se desempeñó como intérprete militar en Afganistán entre 1986 y 1988.
En 1992 se gradúa de la Facultad de Relaciones Económicas Internacionales del Instituto Estatal de Relaciones Internacionales de Moscú. Posteriormente, comienza a trabajar en el sector financiero de Rusia y Bielorrusia, ocupando altos cargos en grandes empresas rusas y agencias gubernamentales, entre las cuales se encuentran Tyumen Oil Company, la compañía de carbón Kuzbassugol,, Nizhnevartovskneftegaz. Esta última, con serios problemas de rentabilidad que Mazepin pudo resolver.
En 2001, colocó con éxito una participación estatal de la compañía petrolera más grande de Rusia, LUkoil, en la Bolsa de Nueva York. Tras esta participación, pasó a administrar como presidente entre 2002 y 2003, el holding Sibur, subsidiaria de la importante productora gasística Gazprom. Fue invitado a asumir el cargo para reemplazar a Jacob Goldovsky, quien fue arrestado por intentar sustraer ilegalmente activos de la empresa. Mazepin se encargó de devolver estos activos bajo el control operativo de Gazprom, así como de estabilizar el negocio profundamente endeudado en ese momento.
Tras ser despedido de Sibur, Mazepin decide incursionar en la industria química. En 2004, la empresa Constructive Bureau, administrada por Mazepin, adquirió una participación mayoritaria en la planta química Kirovo-Chepetsk en una subasta pública. Inicialmente, Mazepin afirmó que estaba actuando en interés de Gazprom, pero eventualmente se convirtió en el dueño de la planta. En 2005 se convirtió en presidente de la junta directiva de la compañía.
En 2008, se graduó del Instituto de Economía y Gestión de San Petersburgo con una licenciatura en Gestión de Organizaciones. En 2012, obtuvo su doctorado en la misma universidad, donde defendió su tesis doctoral sobre el tema “Formación de un enfoque metodológico para gestionar el potencial de fondos de una empresa productora de petróleo”.
Mazepin ingresa en calidad de miembro a la Asamblea Legislativa de la Región de Kirov en abril de 2012. Dos años después, renuncia a este cargo debido a la gran carga laboral.

### Uralchem y Uralkali
En 2007, sobre la base de los activos de Constructive Bureau, se creó Open Joint Stock Uralchem United Chemicals Company, una sociedad anónima pública, en la cual Mazepin ocupó el cargo de presidente de la junta directiva de Uralchem. En junio de 2008, adquirió una participación del 75,01 % de la compañía Voskresensk Mineral Fertilizers, elevando esta participación al 100 % en 2011.
En diciembre de 2013, Mazepin, junto con Mijaíl Prójorov, adquirió una participación mayoritaria del mayor productor de potasa del mundo, Uralkali, de Suleiman Kerímov y se convirtió en propietario del 20% de las acciones. Mazepin tomó el control operativo de la empresa en ese momento, ganando un puesto en la junta directiva de Uralkali en marzo. Desde 2014, también es vicepresidente de la junta directiva.
En diciembre de 2018, Mazepin se reunió con el presidente de Kenia, Uhuru Kenyatta, para discutir nuevos acuerdos comerciales que permitan mejorar las relaciones entre Rusia y Kenia. Como parte de una estrategia de desarrollo comercial, Mazepin ha buscado introducir a Uralchem y Uralkali en los mercados africanos. Ambas empresas han estado en conversaciones con varios países africanos para aumentar la producción, reducir costos de insumos y construir nuevas plantas en el continente. Se prevé que Zimbabue y Zambia se conviertan en importantes centros de producción de fertilizantes a medida que aumente la demanda mundial.
El 11 de marzo de 2022, Mazepin vendió una participación mayoritaria de Uralchem y renunció a su cargo como director ejecutivo, debido a las consecuencias de la invasión rusa de Ucrania.

## Filantropía
A través de Uralchem, Mazepin apoya distintas actividades benéficas, incluidos programas sociales para niños y veteranos, iniciativas de desarrollo regional, programas de educación y ciencia, así como actividades para promover la cultura y el deporte; especialmente en las regiones de Kírov y Perm.
Forbes lo incluyó en 2013, entre los siete principales filántropos rusos. Ha recibido también, un diploma de honor del Gobierno de la Federación de Rusia por su contribución al desarrollo socioeconómico de la región de Kirov y por sus activas actividades sociales.

## Controversias
A mediados de la década de 2000, Mazepin se vio envuelto en un conflicto por los activos de Gazprom, que fueron vendidos por Nikolay Gornovsky, director general de la filial Mezhregiongaz, a finales de 2002, sin permiso ni conocimiento de la dirección de Gazprom. Algunos de estos activos terminaron en manos de Mazepin después de un tiempo. En 2006, Gazprom devolvió los activos por vía judicial, en particular, el 18% de las acciones de AHC Azot.
Desde 2007, Mazepin ha sido acusado regularmente de intentar utilizar "métodos de asaltantes" para hacerse cargo de Togliattiazot (TOAZ), una empresa pública en la que ha estado persiguiendo constantemente a los ejecutivos. El director ejecutivo de TOAZ, Sergey Makhlai, acusó a Mazepin de haberlo amenazado personalmente de iniciar una investigación penal en su contra si no aceptaba los términos de Mazepin para vender la empresa. Sin embargo, Uralchem rechazó estas acusaciones, declarando que se trataban de calumnias y que desacreditaban tanto la reputación de Mazepin como de la empresa.
En octubre de 2014, una noticia publicada en el diario ruso Izvestia afirmaba que Mazepin planeaba adquirir la planta portuaria de Odesa, un importante activo químico de Ucrania. Este episodio provocó un escándalo entre el ministro del Interior de Ucrania, Arsén Avákov, y el gobernador de Odesa, Mijeíl Saakashvili, que tuvo lugar en una reunión del Consejo Nacional para las Reformas en diciembre de 2015. Sin embargo, tanto el servicio de prensa de Uralchem como el secretario de prensa de Saakashvili negaron tanto el hecho mismo de su reunión como su relación en general.
En 2019, Mazepin y Uralkali realizaron una oferta por la adquisición del equipo de Fórmula 1, Force India, luego de su caída en la administración en julio de 2018. El equipo terminó siendo comprado por un consorcio canadiense, liderado por el empresario Lawrence Stroll. Tras la pérdida, Mazepin criticó abiertamente el proceso de licitación ya que supuestamente nunca fue contactado por los administradores sobre su oferta e inició un proceso legal en su contra.
En marzo de 2022, tras el inicio de la invasión rusa de Ucrania, la Unión Europea y el Reino Unido impusieron sanciones a Mazepin y a su hijo Nikita Mazepin. En abril, la policía italiana incautó propiedades de los mismos en Cerdeña por un valor de 105 millones de euros.